# 独裁/スターリン
『独裁/スターリン』（Stalin）は、HBO製作による1992年のテレビ映画である。ソ連指導者ヨシフ・スターリンを描いた伝記映画であり、ロバート・デュヴァルがスターリンを演じる。ゴールデングローブ賞は3部門を受賞した。撮影はハンガリーのブダペスト、ロシアのモスクワなどで行われた。
日本では『スターリン/粛清の裏側』の題でも放送された。

## キャスト
- ロバート・デュヴァル - ヨシフ・スターリン
- ジュリア・オーモンド - ナジェージダ・アリルーエワ
- マクシミリアン・シェル - ウラジーミル・レーニン
- ジェローン・クラッベ - ニコライ・ブハーリン
- ジョーン・プロウライト - オルガ・アリルーエワ
- フランク・フィンレー - セルゲイ・アリルーエワ
- ダニエル・マッセイ - レフ・トロツキー
- アンドラス・バリント（英語版） - グリゴリー・ジノヴィエフ
- エミール・ウォーク - レフ・カーメネフ
- ロシャン・セス - ラヴレンチー・ベリヤ
- ジョン・バウ（英語版） - クリメント・ヴォロシーロフ
- ジム・カーター - グリゴリー・オルジョニキーゼ
- マレー・ユワン - ニキータ・フルシチョフ
- コリン・ジーヴォンス（英語版） - ゲンリフ・ヤゴーダ
- ミリアム・マーゴリーズ - ナデジダ・クルプスカヤ
- ケヴィン・マクナリー - セルゲイ・キーロフ
- クライヴ・メリソン - ヴャチェスラフ・モロトフ
- ジョアンナ・ロス（英語版） - スヴェトラーナ・アリルーエワ

## 受賞とノミネート
| 賞                   | 部門                                             | 候補                   | 結果       |
| -------------------- | ------------------------------------------------ | ---------------------- | ---------- |
| エミー賞             | プライムタイム・エミー賞 作品賞 (テレビ映画部門) | 独裁/スターリン        | 受賞       |
| ゴールデングローブ賞 | テレビ作品賞（ミニシリーズ・テレビ映画部門）     | 『独裁/スターリン』    | ノミネート |
| ゴールデングローブ賞 | テレビ主演男優賞（ミニシリーズ・テレビ映画部門） | ロバート・デュヴァル   | 受賞       |
| ゴールデングローブ賞 | テレビ助演男優賞                                 | マクシミリアン・シェル | 受賞       |
| ゴールデングローブ賞 | テレビ助演女優賞                                 | ジョーン・プロウライト | 受賞       |